# James Goodfellow
James Goodfellow (Paisley, 1937) è un ingegnere e inventore britannico di origine scozzese.

## Biografia
Brevettò il Personal Identification Number (PIN) oggi universalmente usato nelle carte di debito e carte di credito, ed è considerato l'inventore dell'Automatic Teller Machine (ATM), anche se John Sheperd-Barron ebbe notevole influenza nello sviluppo delle stesse.
Ingegnere impegnato nello sviluppo di un distributore automatico di banconote nel 1965, mise a punto un sistema automatico che accettava delle tessere cifrate contenenti un codice leggibile che doveva essere inserito a mezzo di un tastierino numerico (PIN). Il brevetto venne registrato all'UK Patent No. 1, 197.183 - 2 maggio 1966. La sua macchina venne testata un mese più tardi ed elaborata da John Sheperd Barron. 
Nel 2006 Goodfellow venne insignito dell'onorificenza dell'Ordine dell'Impero Britannico, per la sua invenzione del Personal Identification Number (PIN).